# Takayuki Suzuki (fodboldspiller, født 1973)
Takayuki Suzuki (født 4. oktober 1973) er en tidligere japansk fodboldspiller.
Han har spillet for flere forskellige klubber i sin karriere, herunder FC Tokyo.